# Charles Simon Clermont-Ganneau

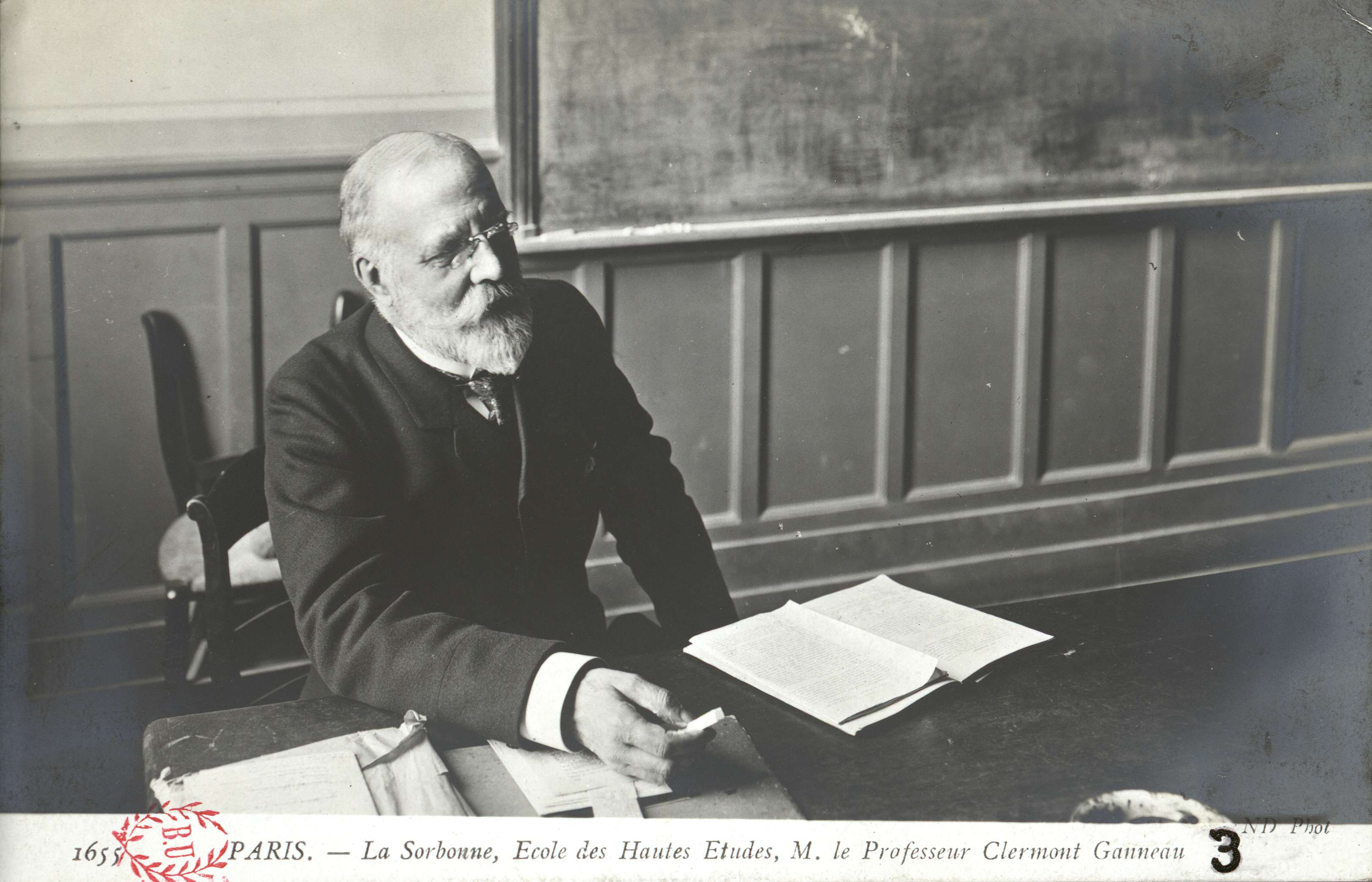
Carte postale de M. le professeur Clermont-Ganneau.

Charles Simon Clermont-Ganneau, né le 19 février 1846 à Paris où il est décédé le 15 février 1923, est un épigraphiste et orientaliste français.

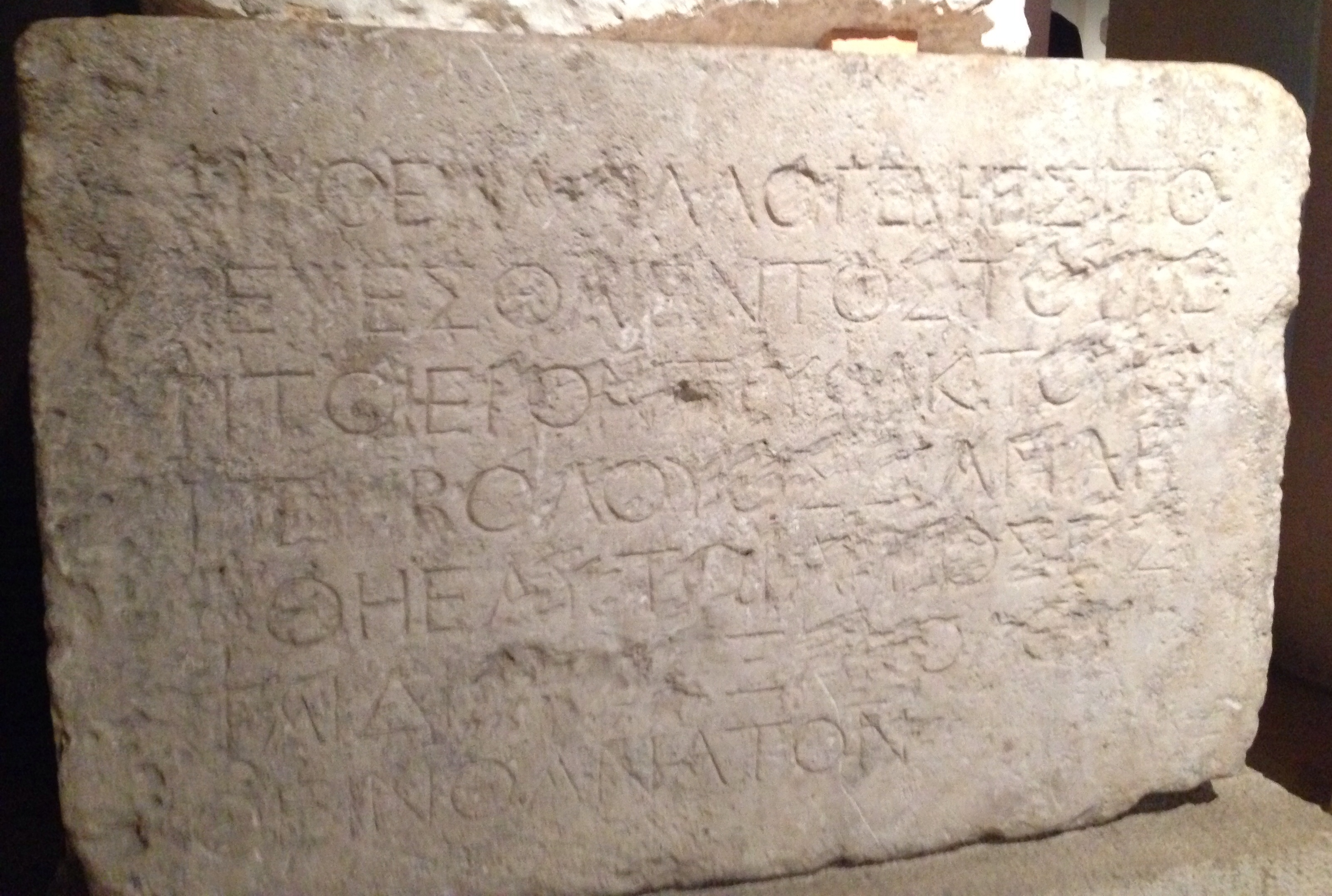
Inscription du Soreg (balustrade)
Traduction par Charles Simon Clermont-Ganneau : « Que nul étranger ne pénêtre à l'intérieur de la balustrade et de l'enceinte qui sont autour de l'esplanade. Celui qui serait pris serait cause que la mort s'ensuivrait. »

## Biographie
Il est le fils de Simon Ganneau, un mouleur surtout connu pour ses excentricités mystiques. Il est l'auteur de L'Imagerie phénicienne et la mythologie iconologique chez les Grecs, paru à Paris en 1880, et de plusieurs articles de référence.
Élevé sous la protection de Théophile Gautier, il effectue ses études secondaires au collège Sainte-Barbe puis au lycée Louis-le-Grand. Licencié ès lettres, il fréquente de 1864 à 1867 l’École des langues orientales pour y apprendre l’arabe, le turc et le persan. Simultanément, il suit les cours de critique biblique d’Ernest Renan au Collège de France. Fort de sa connaissance des langues du Proche-Orient, il postule au Ministère des Affaires Etrangères pour gagner sa vie, et est affecté en Palestine.
Il participe aux fouilles de la Basilique du Pater Noster, à la sauvegarde de la Stèle de Mesha et aux fouilles d'Éléphantine. En 1871, il découvre à Jérusalem l'« inscription du Soreg », c'est-à-dire la stèle portant l'interdiction aux étrangers de pénétrer dans l'enceinte du Temple de Jérusalem.
Le dernier tome de son Recueil d'archéologie orientale est publié à titre posthume en 1924 par son élève Denyse Le Lasseur, qui en établit l'index et les tables,.

## Publications
- Le Dieu satrape et les Phéniciens dans le Péloponnèse (1877)
- L'Imagerie phénicienne et la mythologie iconologique chez les Grecs (1880)
- Études d'archéologie orientale (1880, etc.)
- Les Fraudes archéologiques (1885)[9]
- Recueil d'archéologie orientale (1885, etc.)
- Palestine inconnue (1886)
- Album d'antiquités orientales (1897, etc.)